# Потеруха, Степан Филиппович
Степан Филиппович Потеруха — советский хозяйственный, государственный и политический деятель.

## Биография
Родился в 1904 году в деревне Колядичи Пружанского района Брестской области. Член ВКП(б) с 1924 года.
С 1923 года — на хозяйственной, общественной и политической работе. В 1923—1960 гг. — создатель организаций Коммунистической партии Западной Белоруссии (КПЗБ) в Полесском воеводстве, секретарь Пружанского подпольного райкома КПЗБ, один из руководителей забастовки лесорубов Беловежской пущи, заключён в тюрьму польскими властями, заместитель председателя Пружанского, председатель Порозовского райисполкомов, помощник уполномоченного ЦК КП(б)Б по Брестской области, член Брестского подпольного обкома, секретарь Пружанского подпольного райкома КП(б) Беларуси, комиссар партизанской бригады им. П. К. Пономаренко, на партийной работе в Брестской области.
Избирался депутатом Верховного Совета СССР 1-го созыва.
Умер в 1982 году.